# 불법침입인
|                                                      |
| 불법행위법                                           |
| 영미법 시리즈                                        |
| 과실                                                 |
| 주의의무 · 주의기준                                  |
| 근인 · 사실추정의 원칙                               |
| 과실계산 · 가해자 완전책임                           |
| 과실의 정신적 가해행위                               |
| 구조원칙 · 구조의무                                  |
| 법률상 불법행위                                      |
| 제조물책임법 · 고위험 행위                           |
| 불법침입인 · 승낙출입자 · 고객                       |
| 유인적 위험물                                        |
| 재산관련 불법행위                                    |
| 불법침해 · 컨버전                                    |
| 압류동산회복소송 · 동산점유회복소송 · 횡령물회복소송 |
| 유해물                                               |
| 근린방해 · 라일랜즈 대 플레처 판결                   |
| 의도적 불법행위                                      |
| 폭행위협 · 폭행 · 불법감금                           |
| 정신적 피해                                          |
| 승낙 · 필요 · 자기방어                               |
| 명예관련 불법행위                                    |
| 명예훼손 · 사생활 침해                               |
| 신뢰훼손 · 절차악용                                  |
| 악의적 기소                                          |
| 경제적 불법행위                                      |
| 사기 · 불법적 간섭                                   |
| 음모 · 영업방해                                      |
| 의무, 변론, 구제방법                                 |
| 상대적 과실과 과실 기여                              |
| 명백한 회피 기회 원칙                                |
| 상급자책임 · 동의는 권리침해 성립을 조각             |
| 패륜적 계약에서 채권발생 없다                        |
| 손해배상 · 금지명령                                  |
| 영미법                                               |
| 미국의 계약법 · 미국의 재산법                        |
| 미국의 유언신탁법                                    |
| 미국의 형법 · 미국의 증거법                          |

불법침입인 (不法侵入人, trespasser)는 주인의 허락없이 불법으로 다른 사람의 토지에 들어가거나 재산에 침해를 입히는 사람을 말한다. 토지에 대한 불법침입은 의도성이 있어야 하며 침입인 본인이 물리적으로 토지에 들어가거나 아니면 다름 물체가 침입하도록 원인을 제공한 경우에도 침입이 성립한다. 예를 들어 돌이나 물을 다른 사람의 토지에 던지거나 끼얻는 경우도 불법침입이 성립하게 된다. 하지만 소음이나 빛, 냄새, 연기 등은 불법침해가 아닌 근린방해에 해당된다.

## 같이 보기
- 성의 원칙

## 참고 문헌
- 서철원,《미국 불법행위법》,법원사, 2005. (ISBN 89-91512-01-1)
- 이상윤,《영미법》,박영사, 2003.
- Black's Law Dictionary 1486 (8th ed. 2004).